# Tony Bin
Tony Bin (1983-2000) è stato un cavallo da corsa nato in Irlanda, poi acquistato e portato alla notorietà internazionale da Luciano Gaucci in Italia.
Gaucci lo acquistò all'asta da un irlandese, quando era ancora un puledro, per 12 (secondo altre fonti, 6) milioni di Lire e lo rivendette dopo un lungo periodo di successi a degli investitori giapponesi per sette miliardi.
Tony Bin chiuse la carriera agonistica con 15 vittorie, 5 secondi posti e 4 terzi posti su 27 partenze, con un guadagno complessivo di £ 1.189.885.

## Principali vittorie

### Italia
- Premio Presidente della Repubblica (1987, 1988)
- Gran Premio di Milano (1987, 1988)
- Gran Premio del Jockey Club (1987)
- Premio Federico Tesio (1988)

### Francia
- Prix de l'Arc de Triomphe (1988)